# Celleneuve

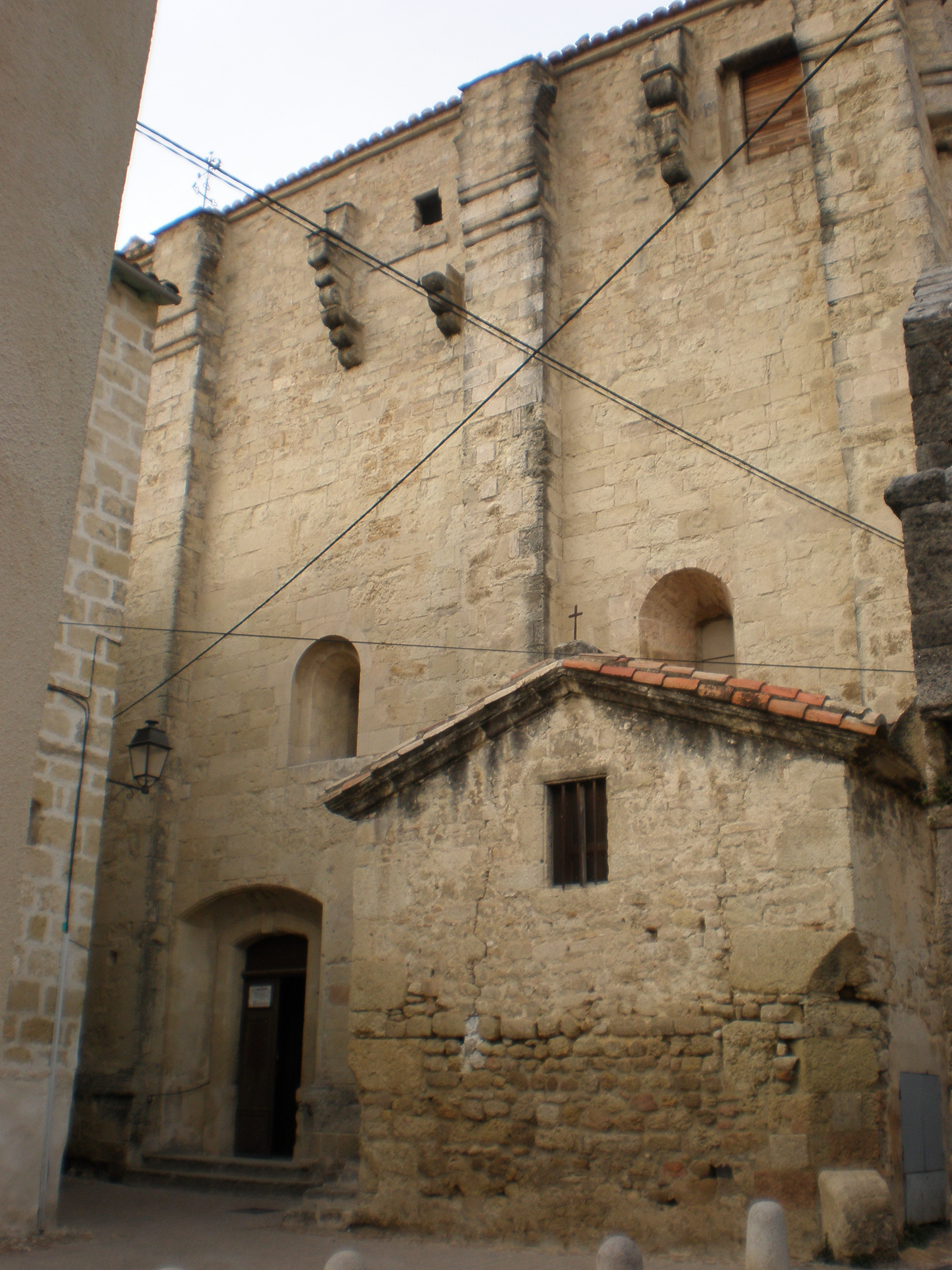
L'église Sainte-Croix de Celleneuve, une des plus anciennes églises de Montpellier (XIIe siècle)

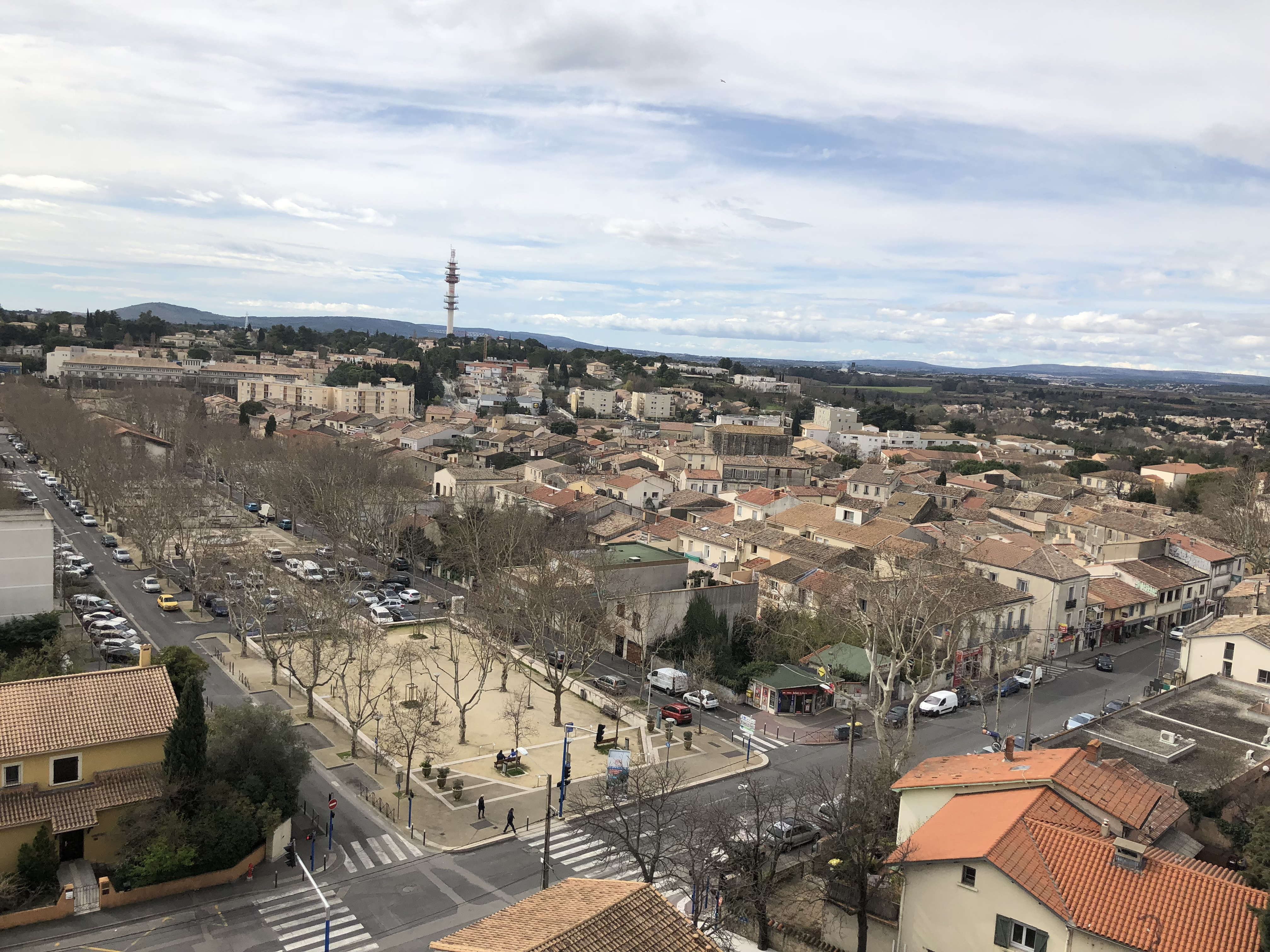
vue de Celleneuve le 18 mars 2018

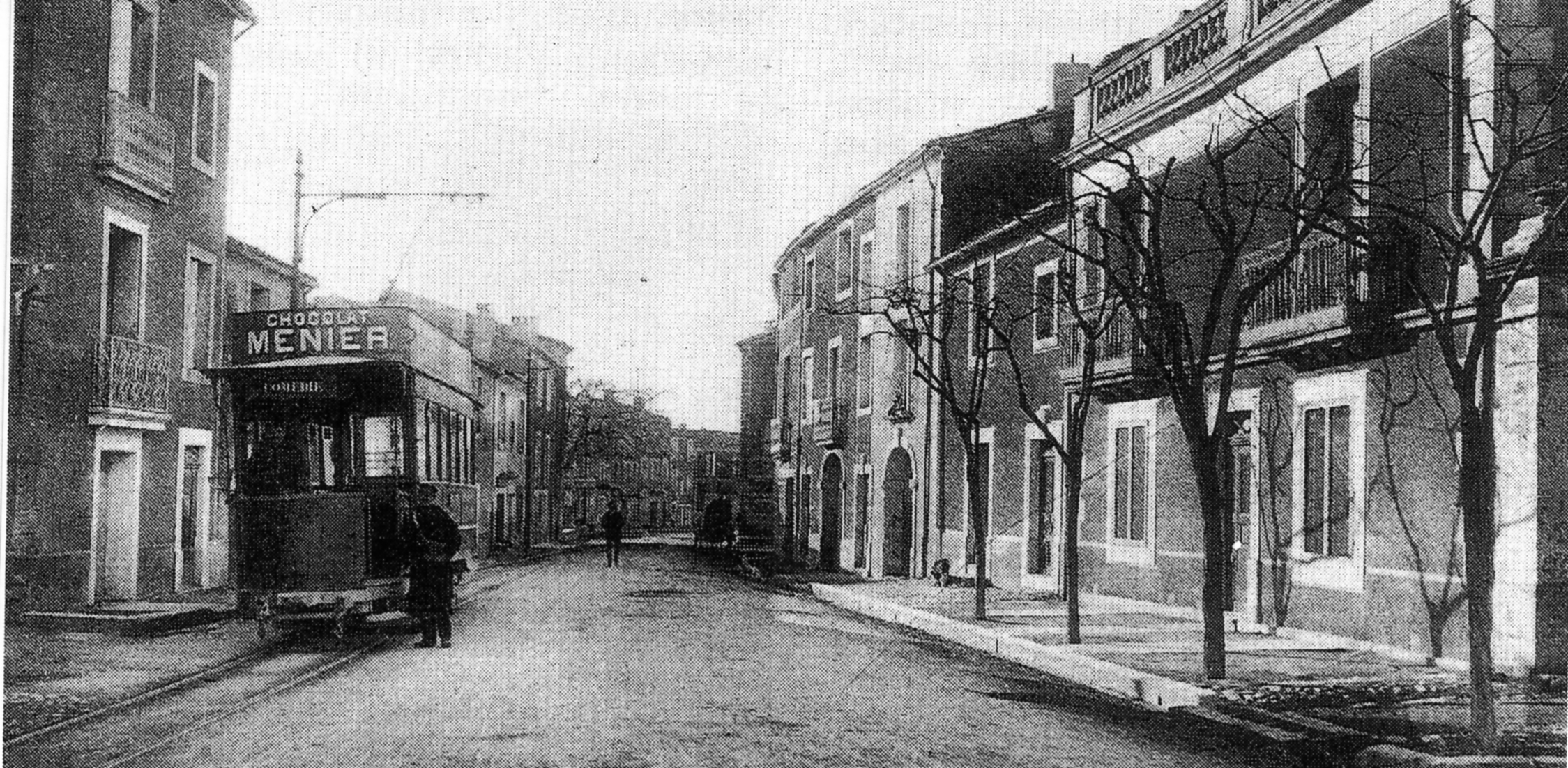
Transports en commun de Montpellier - Celleneuve - Motrice Brill

Celleneuve (en occitan Cèlanòva) est un quartier de Montpellier situé dans l'ouest de la commune, formant un véritable village. Paroisse plus ancienne que la ville de Montpellier, elle a finalement été incluse dans celle-ci d'abord administrativement, puis rejointe par l'urbanisation.

## Géographie
Celleneuve est situé à l'ouest de la commune de Montpellier, traversé au nord par la route de Lodève et limité au sud par la voie rapide, l'avenue de la Liberté construite sur les anciennes voies du Chemin de fer d'intérêt local. L'ancienneté du quartier est visible par une partie de ses rues, étroites et aux bâtiments serrés.
Jusqu'à la construction d'échangeurs et de ponts routiers près de la rivière Mosson, Celleneuve était la porte d'entrée par l'ouest de Montpellier. Celleneuve est séparé de la commune de Juvignac par la « folie » de Bonnier de la Mosson. Il est entouré par les quartiers de La Mosson (anciennement la Paillade) au nord-ouest, du Petit Bard au nord et de la Martelle au sud.
Le tramway et un bus desservent Celleneuve en direction du centre-ville, de la Paillade et des activités économiques et scolaires au nord (comme le lycée Jean Monnet).

## Histoire
À une époque où Montpellier n’existe pas encore (il faudra encore attendre deux siècles) la voie Domitienne traverse la région, deux cours d’eau sont sur son passage : Le Lez à l’est et la Mosson à l’ouest. Deux péages existent : l’un à Castelnau, l’autre à Celleneuve.
L'histoire de Celleneuve commence en 799, lorsque Charlemagne attribue un terrain à Benoît d'Aniane pour y construire un prieuré « Cella Nova ».
L'église Sainte-Croix de Celleneuve qui date du XIIe siècle et a été rehaussée et fortifiée au XIVe siècle, c'est une des plus anciennes églises de Montpellier. Elle a résisté à la guerre de Cent Ans, aux guerres de Religion et à la Révolution. L’intérieur de l’église a gardé son aspect roman initial. Elle est la seule église romane de Montpellier ouverte au culte.
Rue de la Croix : anciennement rue de l’église, la rue de la Croix, est une des plus anciennes de Celleneuve. Elle témoigne d’un habitat paysan, avec les escaliers extérieurs, une « grotte » pour les outils, l’âne, l’habitation est à l’étage, le grenier au dessus, le jardin et le puits derrière. Des parcelles en lanières ont permis de construire une autre rangée de maisons de l’autre côté, sur la rue de la Condamine.
La place Renaudel : la place actuelle était l’ancien cimetière de Celleneuve. C’est en 1809, qu’il a été déplacé rue Fabre de Saint Castor où il se trouve encore aujourd’hui. Cet espace est resté à l’abandon jusqu’en 1932 puis a été aménagé en place publique. En 1880 sont construits fontaine, puits et pompe. En 1905, un réservoir a été placé là. La place était alors un lieu de fêtes et des bals avec ses trois cafés (maintenant disparus).
L’esplanade Léo Malet : dans sa partie haute reçoit un tout jeune marché de producteurs (inauguré en 2012) tous les mercredis matin. Cet espace appartenait aux dominicains par le domaine de Notre-Dame, constitué au XVIe siècle. À la Révolution, l’esplanade a été vendue comme bien national, et en 1790 est devenue la propriété de la famille Parlier. Plantée en vigne, elle a été vendue à la mairie de Montpellier en 1922. Dès 1923, la vigne a été arrachée et c’est devenu un terrain de foot ; des rangées de platanes ont été plantées, la partie haute est devenue un lieu de promenade et de repos. Entre 1962 et 1968, des préfabriqués ont été installés pour abriter des rapatriés en attente de relogement. C’est en 1988 que La Maison pour Tous Marie Curie y fut inaugurée. Les derniers aménagements datent de 2006 : parvis de la MPT, aménagement du boulodrome, avec fontaine, parking, ouverture vers l’avenue de Lodève par un escalier monumental ornementé de vases d’Anduze… C’est à cette occasion qu’elle est devenue l’esplanade Léo Malet.
En 2018 le quartier de Celleneuve bénéficie d'un plan d'aménagement de 4 millions d'euros pour rénover le quartier historique et aménager l'avenue de Lodève,,.

## Démographie
| 1999  | 2007  | 2009  |
| ----- | ----- | ----- |
| 3 580 | 4 900 | 4 387 |

## Équipements

### Cinéma
En dehors de deux cinémas multiplexe dans l'est de Montpellier et à Lattes, il y avait à Celleneuve une des seules salles de cinéma en dehors du centre-ville, exploitée par les Cinémas Diagonal. Le cinéma a été fermé en 2007, mais grâce à la mobilisation des habitants et associations du quartier, la ville de Montpellier a racheté les murs et entrepris une totale rénovation. C'est ainsi que le quartier retrouve un nouveau cinéma, rebaptisé « Nestor Burma », en hommage à l'écrivain Léo Malet né à Celleneuve, auteur des romans autour du détective privé Nestor Burma. Inauguré le 12 février 2011, le cinéma Nestor Burma propose une programmation autour de 4 axes : grand public, Art et Essai, spécifique Jeune Public, et partenariat de manifestations montpelliéraines et régionales.

### Maison pour Tous
- Marie Curie sur l'esplanade Léo Malet.

### Parcs et jardins
- Le Parc Dioscoride : inauguré en 2004, il est situé près de l'Esplanade de Celleneuve. D'une superficie de 6 500 m2, on y trouve également une aire de jeux pour les enfants. Il est parfois le lieu d'animations proposées par des associations, comme cinéma plein air ou nuit du conte.
- Le parc Azema : ici la végétation est essentiellement méditerranéenne : Cèdres, cyprès... Il est situé sur l'ancien square du petit séminaire et dédié à Pierre Azéma, « médecin des pauvres ».
- Le parc Edouard André : inauguré en 2000, ce jardin à l'anglaise est accompagné d'un plateau sportif ainsi que d'un petit promontoire panoramique. Il est situé entre la rue André Le Nôtre et l'échangeur Willy Brandt.
- Le square Louis Carles : petit square de 700 m² inauguré en 1992. Planté de pins et de micocouliers. il est situé devant l'actuelle école maternelle Marie Pape Carpantier, autrefois écoles élémentaires Carnot et Molière. Ce square porte d'ailleurs le nom d'un ancien directeur.

### Écoles
- École publique maternelle Marie Pape-Carpantier, rue des écoles.
- École publique élémentaire Léo Malet, allée Antonin Chauliac.
- École privée Les anges gardiens, avenue des moulins.
- Collège Public Arthur Rimbaud, rue Marius Petipa.
- Collège Privé Saint Roch, avenue des moulins.